# Terry Griffiths
Terry Griffiths (Llanelli, 16 de octubre de 1947-1 de diciembre de 2024) fue un jugador de snooker galés.

## Biografía
Nació en la localidad galesa de Llanelli en 1947. Fue jugador profesional de snooker entre 1978 y 1997. Se proclamó campeón del Campeonato Mundial de Snooker de 1979, en cuya final derrotó (24-26) a Dennis Taylor, y fue también subcampeón de la edición de 1988, año en que se vio superado en el último partido por Steve Davis (11-18). Además de aquel título mundial, se hizo también con trofeos del Campeonato del Reino Unido (1982), del Masters (1980), del Masters de Irlanda (1980, 1981 y 1982), del Campeonato Profesional de Gales (1985, 1986 y 1988) y del Pontins Professional (1981, 1985 y 1986), entre otros. No logró hilar ninguna tacada máxima, y la más alta de su carrera se quedó en 139.